# Tłumaczenie symultaniczne
Tłumaczenie symultaniczne to bardzo złożony proces, który wymaga wielu umiejętności i specjalnego przygotowania. Głównym wyzwaniem poznawczym tłumaczeń symultanicznych jest między innymi duży nacisk na zasoby umysłowe tłumacza, wynikający z faktu, że musi on zrozumieć mowę i jednocześnie wygłosić kolejną wypowiedź w tempie narzuconym przez mówiącego. W trakcie takiego tłumaczenia na drodze tłumaczy pojawia się wiele przeszkód. Niemniej jednak, z biegiem czasu tłumacze symultaniczni wypracowali sposoby radzenia sobie z trudnościami językowymi i poznawczymi, które regularnie napotykają. Sposoby te w literaturze przedstawia się jako strategie, techniki lub taktyki.

## Wybrane techniki wtłumaczeniu ustnym(symultanicznym)
Przeformułowywanie – bardzo często zdarza się, że tłumacz ustny ze względu na inną budowę języka docelowego zmuszony jest przeformułowywać wypowiedź. Przeformułowywanie powinno być jednak widziane jako szansa na dokładne przekazanie treści. Dobre tłumaczenie to takie, które prawidłowo przekaże treść wypowiedzi z języka oryginalnego na język docelowy. Dokładne tłumaczenie nie oznacza przełożenia dokładnego znaczenia pojedynczych słów i ich miejsca w szyku zdania, lecz tłumaczenie, które najlepiej odda sens oryginalnej wypowiedzi. Tłumacz ustny jest trochę jak reżyser filmu, będącego ekranizacją książki. Taki reżyser musi trzymać się treści książki, lecz jednocześnie dostosować ją do innego charakteru medium, jakim jest film. Przeformułowywanie jest więc narzędziem, które pozwala tłumaczowi ustnemu na radzenie sobie z różnego rodzaju trudnościami, jakie pojawiają się w trakcie tłumaczenia. Z czasem przeformułowywanie staje się dla tłumacza czymś naturalnym, czego zaczyna używać nieświadomie. Każdy język ma swoje cechy charakterystyczne, przez które brzmi on naturalnie dla mówców w tym języku. Ważne więc jest, żeby tłumacz potrafił odpowiednio przeformułować wypowiedź z języka oryginalnego, tak by brzmiał on dobrze w języku docelowym.
Technika salami – technika odnosząca się do przeformułowywania, mająca na celu ujęcie długiego, skomplikowanego zdania, które może być problematyczne dla tłumacza ustnego, za pomocą kilku krótszych zdań połączonych ze sobą logicznie w odpowiedni sposób. Cechą charakterystyczną przemówień delegatów na konferencjach jest budowanie długich, wielokrotnie złożonych zdań. Używając techniki salami, tłumacz „tnie” zdania na wiele krótszych. Nazwa wywodzi się od skojarzenia do cięcia salami na plastry. Technika salami może być szczególnie pomocna w pracy z językami, które mają naturalne tendencje do długich, skomplikowanych zdań.
Rekapitulacja (podsumowywanie) – technika polegająca na dodaniu przez tłumacza krótkiego podsumowania tego, co powiedziała osoba mówiąca i co tłumacz przed chwilą sam przetłumaczył. Jest ona stosowana w przypadku, gdy mogły wystąpić niejasności dotyczące zrozumienia głównej myśli tekstu przez publiczność. Jest to podsumowanie dodawane do tłumaczenia całego tekstu, streszczające jego główną myśl. Nie powinno się jej natomiast używać jako podsumowania zastępującego tłumaczenie całego tekstu.
Wyjaśnianie (eksplicytacja) – technika polegająca na dodaniu przez tłumacza krótkiego wytłumaczenia danego terminu pojawiającego się w tekście. Najczęściej dotyczy to zjawisk typowych dla danej kultury, które nie mają swoich bezpośrednich ekwiwalentów językowych w języku docelowym tłumaczenia, przez co mogą być one niezrozumiałe dla publiczności. Stosując tę technikę, tłumacz powinien przemyśleć, czy ma wystarczająco dużo czasu na wytłumaczenie danego zjawiska, ponieważ wyjaśnianie nie powinno odbywać się kosztem rozumienia i tłumaczenia dalszej części przemówienia. Może się jednak okazać, że w dłuższej perspektywie zastosowanie wyjaśniania pozwoli tłumaczowi zaoszczędzić czas. Ma to miejsce w przypadku zjawisk, które powtarzają się w tekście. Przykładowo, tłumacząc z języka francuskiego tekst dotyczący transportu kolejowego, tłumacz może wytłumaczyć znaczenie słowa TGV jako (francuska) kolej wysokich prędkości, a następnie przez resztę tekstu stosować tylko skrótowiec TGV zamiast każdorazowego pełnego polskiego ekwiwalentu. Technika wyjaśniania powinna być dostosowana do potencjalnej wiedzy publiczności oraz użyta w najbardziej dokładny, obiektywny i ekonomiczny sposób.
Antycypacja – technika polegająca na przewidywaniu przez tłumacza treści przemówienia osoby mówiącej, zanim zostanie ona przez nią przekazana za pomocą słów. Antycypacja możliwa jest m.in. dzięki znajomości kontekstu (tematu) spotkania oraz poglądów osoby mówiącej. Przykładowo – tłumacząc wypowiedź polityka o konkretnych poglądach politycznych, tłumacz nie spodziewa się, że polityk ten w trakcie swojego przemówienia zacznie wygłaszać zupełnie inne niż dotychczas poglądy. Ponadto antycypacja znajduje również zastosowanie w tłumaczeniu języków, których składnia różni się od składni języka docelowego. Za przykład może posłużyć język niemiecki, w którego zdaniach podrzędnie złożonych orzeczenie występuje na końcu: Letzte Woche habe ich mich mit meiner Freundin getroffen, die ich dank meinem Bruder während meines Studium in Krakau vor über 10 Jahren kennengelernt habe. Czekając na pojawienie się orzeczenia, tłumacz może zatracić sens całej wypowiedzi. W takim przypadku wskazana jest antycypacja, która usprawni wystąpienie tłumacza i zaoszczędzi jego czas. Należy jednak pamiętać, że tłumacz powinien stosować tę technikę, cały czas aktywnie i uważnie słuchając osoby mówiącej, a nie tworząc alternatywną, prawdopodobną wypowiedź wyłącznie na podstawie jej poglądów.
Uproszczenie (symplifikacja) – w przypadku, gdy ma się do przetłumaczenia trudny techniczny materiał, można zastosować metodę uproszczenia (symplifikacji). Wyróżniamy dwie sytuacje, kiedy zastosowanie tej techniki może okazać się konieczne. Pierwsza z nich to, gdy przemówienie jest zbyt obfite w techniczne detale, a tłumacz, mimo starań i wcześniejszego przygotowania oraz dostępnych informacji, nie jest w stanie odtworzyć całości w sposób tak szczegółowy jak prelegent. W tej sytuacji tłumacz powinien skupić się na ogólnym przekazie i odtworzyć to, co najważniejsze w przemówieniu, w uproszczony sposób. Druga sytuacja ma miejsce, gdy przedmówca wypowiada się w sposób zawiły i niezrozumiały dla odbiorców. Tłumacz w takiej sytuacji mógłby przetłumaczyć słowo w słowo mówcę, ale treść takiego tłumaczenia nie zostałaby zrozumiana przez odbiorców. Techniką symplifikacji należy posługiwać się z rozwagą i wyczuciem, dlatego że z założenia tłumaczenie ma być jak najbardziej wierne oryginałowi.
Uogólnienie (generalizacja) – w przypadku, gdy tłumacz uważa, że symplifikacja nie jest konieczna, ale ma do czynienia z osobą mówiącą bardzo szybko i potrzebuje zaoszczędzić czas, dobrym wyjściem może okazać się technika generalizacji. Polega ona na zastąpieniu kilku wymienionych pojęć terminem bardziej ogólnym. Na przykład zamiast tłumaczyć: Ludzie uważają posiadanie lodówki, zamrażarki, zmywarki, pralki z suszarką, kuchenki i odkurzacza za rzecz oczywistą, można uogólnić: Ludzie uważają posiadanie sprzętu AGD za rzecz oczywistą. Techniki generalizacji również należy używać ostrożnie, dlatego że nie można usunąć z wyliczanki ważnych elementów. Jeśli każdy z elementów ma znaczenie, wtedy tłumacz powinien dołożyć wszelkich starań, aby odtworzyć całą listę. Techniki uogólniania można także użyć do podania przybliżonych wartości liczb (np. zamiast mówić 3 156 234, można powiedzieć ponad trzy miliony).
Pominięcie – w niektórych sytuacjach, tłumacz może być zmuszony do pominięcia pewnych elementów z tekstu źródłowego. Mogą być tego różne przyczyny, np. wysoce wyspecjalizowane, techniczne słownictwo, zawiły sposób wypowiadania się mówcy, zbyt szybkie tempo albo każdy wymienionych czynników na raz. W sytuacji, gdy tłumacz nie jest w stanie posłużyć się techniką symplifikacji lub generalizacji, jedynym sposobem na poradzenie sobie z tłumaczeniem może okazać się technika pominięcia. Niemniej jednak, tłumacz w takiej sytuacji powinien zachować ostrożność i nieustannie analizować słyszany materiał, aby nie pominąć żadnego kluczowego fragmentu. Technikę pominięcia można zastosować jedynie w przypadku elementów dodatkowych, drugoplanowych, takich jak wtrącenia i dygresje.
Inne indywidualne techniki używane w tłumaczeniu symultanicznym to tłumaczenie oraz przeniesie terminu z języka źródłowego na język docelowy (ma zastosowanie tylko w tłumaczeniu z języka angielskiego).